# José Justavino
José Omar Justavino (Ciudad de Panamá, 2 de diciembre de 1981) es un  exfutbolista panameño. Jugó en la posición de delantero.
José "El gato" Justavino fue un pequeño delantero ágil y muy rápido. Fue llevado a Honduras por Ramón Maradiaga después de ver su desempeño en el 2007 cuando éste se encontraba en un torneo regional de clubes con el San Francisco FC. Es el único jugador en ganar títulos con tres de los llamados grandes del fútbol panameño.
Para el torneo LPF Apertura 2012 llega como refuerzo al equipo de sus amores el Club Deportivo Plaza Amador.

## Selección  Nacional

### Participaciones en selección nacional
| Copa            | Categoría | Sede   | Resultado    | Partidos | Goles |
| --------------- | --------- | ------ | ------------ | -------- | ----- |
| Copa Uncaf 2003 | Mayor     | Panamá | Quinto Lugar | 5        | 0     |

## Clubes
| Club                 | País      | Año         |
| -------------------- | --------- | ----------- |
| Plaza Amador         | Panamá    | 2000 - 2002 |
| Club Atlético Racing | Argentina | 2003        |
| Plaza Amador         | Panamá    | 2004 - 2006 |
| San Francisco FC     | Panamá    | 2007 - 2008 |
| Club Motagua         | Honduras  | 2008        |
| Árabe Unido          | Panamá    | 2009 - 2010 |
| Chorrillo FC         | Panamá    | 2011        |
| Plaza Amador         | Panamá    | 2012-2013   |
| Millenium FC         | Panamá    | 2013-2015   |
| Municipal SM         | Panamá    | 2015-2016   |

## Campeonatos nacionales
| Título                | Club             | País   | Año  |
| --------------------- | ---------------- | ------ | ---- |
| Anaprof Clausura 2002 | Plaza Amador     | Panamá | 2002 |
| Apertura 2005         | Plaza Amador     | Panamá | 2005 |
| Clausura 2007         | San Francisco FC | Panamá | 2007 |
| Apertura II 2009      | Árabe Unido      | Panamá | 2009 |
| Clausura 2010         | Árabe Unido      | Panamá | 2010 |

- Datos: Q5940898